# Родина (3-й сезон)
Третий сезон американского драматического сериала «Родина», премьера которого состоялась 29 сентября 2013 года на канале Showtime, а его финал состоялся 15 декабря 2013 года. Сериал вольно основан на израильском телесериале «Хатуфим» (рус. Военнопленные), созданным Гидеоном Раффом, разработанным для американского телевидения Говардом Гордоном и Алексом Гансой.

## В ролях

### В главных ролях
- Клэр Дэйнс — Кэрри Мэтисон, оперативный сотрудник Антитеррористического центра ЦРУ.
- Дэмиэн Льюис — Николас Броуди, сержант взвода и снайпер морской пехоты США, который был спасён отрядом «Дельта» после нахождения в качестве военнопленного у Аль-Каиды в течение восьми лет.
- Руперт Френд — Питер Куинн, оперативник специальных операций ЦРУ.
- Морена Баккарин — Джессика Броуди, жена Николаса Броуди.
- Джексон Пэйс — Крис Броуди, сын Николаса Броуди.
- Морган Сэйлор — Дана Броуди, дочь Николаса Броуди.
- Сарита Чоудхури — Мира Беренсон, отчуждённая жена Сола.
- Трейси Леттс — сенатор Эндрю Локхарт, прожорливый, авторитетный и властный Председатель Комитета.
- Ф. Мюррей Абрахам — Дар Адал, отставной специалист по секретным операциям.
- Мэнди Патинкин — Сол Беренсон, ранее начальник отдела ЦРУ на Ближнем Востоке и новый действующий директор. Он старый босс и наставник Кэрри.

### Второстепенный состав
- Назанин Бониади — Фара Шерази, умный, молодой и профессиональный персидский аналитик.[2]
- Шон Тоуб — Маджид Джавади, иранский заместитель начальника разведки, который организовал взрыв в Лэнгли.[3]
- Тим Гини — Скотт Райан, главный по секретным операциям ЦРУ.[4]
- Уильям Абади — Алан Бернард, международный журналист.[5]
- Джеймс Ребхорн — Фрэнк Мэтисон, отец Кэрри.
- Сэм Андервуд — Лео Каррас, новый друг Даны с проблемным прошлым.
- Гэри Уилмс — д-р Трой Ричардсон, психиатр, помогающий Кэрри справиться с недавними событиями.
- Джейсон Батлер Харнер — Пол Франклин
- Дэвид Марчиано — Вёрджил, контактный Кэрри.[6]
- Мори Стерлинг — Макс, брат Вёрджила.
- Уильям Сэдлер — Майк Хиггинс, начальник штаба Белого дома.
- Эми Харгривз — Мэгги Мэтисон, сестра Кэрри и психиатр.
- Стивен Шнетцер — д-р Малони
- Мэнни Перес — Эль Ниньо
- Марсия ДеБонис — Эбби
- Дженнифер Марсала — Аманда Ламберт
- Мартин Донован — Лиленд Беннетт, партнёр в юридической фирме Вашингтона О. К.[3]
- Мэри Апик — Фариба, бывшая жена Маджида Джавади.
- Донни Кешаварц — Хафес Азизи
- Джаред Уорд — Юсеф Турани
- Валид Амини — Джош Модаррес
- Джейлен Мур — Эрик Бараз
- Давид Диаан — Масуд Шарази
- Хушанг Тоузи — генерал Данеш Акбари, иранский шеф разведки.

### Специально приглашённая звезда
- Навид Негабан — Абу Назир, высокопоставленный член Аль-Каиды.

### Приглашённые звёзды
- Эми Мортон — Эрин Кимбалл
- Педро Паскаль — Дэвид Портильо
- Джоанна Мерлин — Лоис, бабушка Криса и Даны.
- Мартина Гарсия — Эсме
- Диего Клаттенхофф — Майк Фабер, майор (ранее капитан) морской пехоты США. Он был лучшим другом Николаса, который, считав, что он умер, начал встречаться с его женой.
- Билли Смит — специальный агент Холл
- Кларк Джонсон — детектив Джонсон
- Чанс Келли — Митчелл Клаусен
- Винсент Иризарри — капитан Лонза
- Крис Чок — Том Уокер, морской пехотинец США, который был захвачен вместе с Броуди.

## Эпизоды
| № общий | № в сезоне | Название                                         | Режиссёр            | Автор сценария                    | Дата премьеры    | Зрители в США (млн) |
| --- | ---------- | ------------------------------------------------ | ------------------- | --------------------------------- | ---------------- | ------------------- |
| 25 | 1          | «Железный дровосек мёртв» «Tin Man Is Down»      | Лесли Линка Глаттер | Алекс Ганса и Барбара Холл        | 29 сентября 2013 | 1,88                |
| Прошло два месяца после взрыва в Лэнгли. На слушаниях спецкомитета по разведке Кэрри заявляет, что не верит в виновность объявленного в международный розыск Броуди, за которого назначена награда в 10 млн долларов США. Она просит Сола найти шпиона, который, по её мнению, виновен в теракте. Дочь Броуди, Дана, выписывается из реабилитационного центра, где она находилась после попытки самоубийства. Ставший исполняющим обязанности директора ЦРУ Сол Беренсон руководит операцией по устранению членов международной сети, созданной для атаки на Лэнгли, во главе которой стоит иранец Маджид Джавади, командир Корпуса стражей исламской революции. Дар Адал становится одним из основных помощников Сола. После того как Куинн в Каракасе убивает банкира сети, в течение минуты устраняются ещё пять целей в разных странах. В газетах появляется материал о любовной связи неназванной сотрудницы ЦРУ с Броуди, Кэрри обвиняет Сола и Дара Адала в «сливе» этой информации. Джессика собирается впервые за 15 с лишним лет выйти на работу, так как её семья стала испытывать проблемы с финансами. Сол на заседании сенатского комитета заявляет, что офицер ЦРУ, вступившая в связь с Броуди, страдает биполярным расстройством, которое скрывала от руководства. |            |                                                  |                     |                                   |                  |                     |
| 26 | 2          | «Ух... Ох... Ах...» «Uh... Oh... Ah...»          | Лесли Линка Глаттер | Чип Йоханнссен                    | 6 октября 2013   | 1,83                |
| Кэрри потрясена тем, что Сол обнародовал информацию о её биполярном расстройстве. В отместку она заявляет репортёру, что Броуди невиновен. Дар Адал принудительно отправляет Кэрри в психиатрическую больницу. Куинн навещает Кэрри и пытается предупредить её об опасности, но её паранойя усиливается. После смерти ребёнка во время операции в Каракасе и увиденного в больнице Куинн заявляет Солу, что собирается уйти из управления после завершения операции. Дана сбегает к своему парню Лео и проводит с ним ночь, утром их застают вместе. Сол привлекает финансового аналитика Фару Шерази для отслеживания банковских переводов, ведущих к террористам. На встрече с банковским руководством она заявляет, что банк косвенно несёт ответственность за террористический акт. Владелец банка отказывается сотрудничать, в этот же вечер Куинн принуждает его выполнить требования управления. Сол навещает Кэрри в больнице. |            |                                                  |                     |                                   |                  |                     |
| 27 | 3          | «Башня Давида» «Tower of David»                  | Кларк Джонсон       | Генри Бромелл и Уильям Бромелл    | 13 октября 2013  | 1,81                |
| Броуди скрывается в Южной Америке, в перестрелке с колумбийцами его дважды ранят в живот. Его забирает венесуэльская банда и отвозит в Каракас, где местный доктор Грэм, сделав ему наркотическую анестезию, достаёт пули из Броуди. Главарь банды Эль Ниньо объясняет свою помощь Броуди тем, что ему самому когда-то помогла Кэрри Мэтисон. После того как Броуди восстановился от ранений, дочь главаря банды по просьбе Николаса отводит его в местную мечеть, где Броуди просит помощи у имама. Имам сообщает о Броуди местным властям, считая его террористом, однако в тот момент, когда Николаса хватают, появляются люди Эль Ниньо, убивают полицейских и имама и забирают Броуди. Запертый Броуди уступает давлению доктора и делает себе инъекцию героина. В это время Кэрри, находящаяся в психиатрической клинике, вновь начинает принимать литий от биполярного расстройства, однако её психическое состояние далеко от стабильного. Кэрри в клинике посещает партнёр адвокатской фирмы Франклин и обещает ей помощь, в случае если Кэрри согласится пообщаться с другим партнёром фирмы, однако та отказывается, считая, что ей предложат предать ЦРУ. |            |                                                  |                     |                                   |                  |                     |
| 28 | 4          | «Игра началась» «Game On»                        | Дэвид Наттер        | Джеймс Йошимура и Алекс Ганса     | 20 октября 2013  | 1,77                |
| Дана помогает Лео сбежать из клиники на машине Джессики. Вместе они посещают могилу младшего брата Лео, который совершил самоубийство. После они приезжают на базу, где Дана прощалась с отцом, когда тот уезжал в Ирак. Дана говорит, что именно здесь он был последний раз с ней честен. Джессика и Майк встречаются с родителями Лео, которые обвиняют Дану в плохом влиянии на их сына. Майк узнаёт, что Лео был отправлен в клинку по соглашению, для того чтобы избежать тюрьмы, - полиция считает, что он виноват в смерти брата. Фара отслеживает, откуда взялись деньги для взрыва - они были взяты со счетов иранского футболиста, который давно умер. Сол предполагает, что виновник подделал свою личность. Кэрри посещает слушания, чтобы выйти из больницы, и имеет неплохие шансы на выписку. Однако ей отказано в связи с директивой Министерства юстиции США, согласно которой она представляет угрозу безопасности. Она звонит отцу и говорит, чтобы тот связался с Солом и передал ему, что она сделает всё что Сол захочет, лишь бы он вытащил её отсюда. Вскоре после апелляционного суда Кэрри выписывают. Она возвращается домой, где её ждёт Франклин и просит встретиться с его начальником. Сначала Кэрри отказывается, но потом Франклин говорит, что это он поспособствовал её выписке и он также может вернуть её обратно навсегда. Кэрри обнаруживает, что её счета заморожены и что за ней ведется наблюдение. Она встречается с адвокатом банка Леландом Беннеттом, который имеет связи с иранскими террористами, ответственными за теракт в Лэнгли. Беннетт просит Кэрри рассказать информацию о ЦРУ и встретиться с одним человеком взамен на защиту. Он говорит, что агентство её уничтожит, если она не согласится. Кэрри соглашается, но отказывается называть какие-либо имена. После Кэрри отрывается от слежки и идёт домой к Солу, где она говорит, что их план сработал: её завербовали в иранскую террористическую группировку.            |            |                                                  |                     |                                   |                  |                     |
| 29 | 5          | «Сеанс йоги» «The Yoga Play»                     | Кларк Джонсон       | Патрик Харбинсон                  | 27 октября 2013  | 2,00                |
| Сол вводит Куинна в операцию и назначает его следить за Кэрри. Он считает, что Маджид Джавади находится на пути в свою страну. Кандидатура Сола рассматривается на место директора ЦРУ, сам же Сол вынужден ехать на охоту. Джессика приходит к Кэрри и умоляет её найти Дану. Кэрри звонит агенту Холлу из ФБР, который следит за семьёй Броди, но тот даже её не слушает. Тогда Кэрри звонит Максу и говорит, что пора устроить сеанс йоги. Кэрри идёт в класс йоги, и там уходит от наблюдения с помощью похожей на неё женщины, после чего Кэрри перехватывает Куинн и говорит, что она сорвёт всё прикрытие, однако она не слушает его и уходит. Кэрри находит агента Холла в кафе и говорит ему, если он не найдет Дану, то пожалеет об этом. Дана и Лео останавливаются на заправке, где она видит по телевизору, что их разыскивают, и узнаёт, что Лео подозревается в смерти брата. Когда Дана говорит об этом Лео, он всё отрицает, но потом признаётся, что они с братом играли с пистолетом отца, и брат погиб на его глазах. Дана говорит Лео, что больше всего она ненавидит ложь, и уходит. Агент Холл привозит её домой. На охоте сенатор Локхарт говорит Солу, что он будет директором ЦРУ, но останется без работы, если не подчинится его реформам. Сол узнает о том, что сделала Кэрри, и говорит ей, что операция была скомпрометирована и агенты Джавади сняли слежку. Во время тоста Сол даёт понять, что ему не нужна должность и он не подчинится Локхарту. Он возвращается домой, где застает жену за обедом с её бывшим коллегой, игнорирует это и идёт наверх. Ночью к Кэрри в дом пробираются трое мужчин и увозят её. Куинн, заметив что-то неладное, звонит Солу, тот говорит ему держаться подальше. Куинн всё равно идёт в дом и видит, что Кэрри пропала. Он снова звонит Солу, и тот говорит, что это значит, операция продолжается. Кэрри с завязанными глазами приводят в комнату, где снимают повязку и она оказывается лицом к лицу с Джавади. |            |                                                  |                     |                                   |                  |                     |
| 30 | 6          | «Всё ещё положительно» «Still Positive»          | Лесли Линка Глаттер | Александр Кэри                    | 3 ноября 2013    | 2,00                |
| Джавади допрашивает Кэрри на детекторе лжи и выясняет, что она лжёт, но Кэрри заявляет, что это всё было частью плана ЦРУ с целью заманить его. Также она сообщает, что знает о том, что он украл деньги из государственных средств Ирана. Джавади спрашивает, почему он всё ещё не арестован, на что Кэрри отвечает, что Сол хочет поговорить с ним лично. Они договариваются о встрече в кафе. Макс отслеживает местонахождение Джавади. После возвращения домой Кэрри звонит Солу и рассказывает всё. После Кэрри делает тест на беременность, который оказывается положительным. Сол сообщает Фаре, что он знаком с Джавади: в 1979 году они были союзниками, но Джавади предал его, а несколько месяцев спустя Сол отомстил, перевезя жену и сына Джавади в США. Дана меняет свою фамилию на девичью матери, Лазаро. Её подруга Анджела приезжает к ней, и Дана говорит, что уезжает, чтобы начать новую жизнь. Джессика сначала высказывается против, но потом соглашается и отпускает дочь. Вместо того, чтобы идти на встречу, Джавади едет к дому, где живёт его сын. Когда Сол понимает его замысел, он посылает Кэрри и Киунна перехватить его. Джавади заходит в дом и убивает невестку и свою жену Фарибу. Кэрри и Куинн приезжают слишком поздно, они успевают перехватить Джавади, но уже не могут скрыть все следы убийства. Они доставляют Джавади на явочную квартиру ЦРУ. |            |                                                  |                     |                                   |                  |                     |
| 31 | 7          | «Геронтократия» «Gerontion»                      | Карл Франклин       | Чип Йоханнссен                    | 10 ноября 2013   | 1,85                |
| Джавади полагает, что ЦРУ хочет получить секретные сведения о разведке Ирана. Но Сол предлагает ему более коварный план: Джавади вернется в Иран на свой пост и будет тайным агентом ЦРУ. Джавади не согласен, но Сол ставит его в безвыходное положение: он все равно вернется в Иран: либо как тайный агент, либо как предатель. Фара против возвращения Джавади в Иран, потому что он и так нанёс непоправимый урон стране. Дар Адал спрашивает у Куинна, где тот пропадал, и не получает ответа. Он показывает Куинну его фото с камеры наблюдения у дома, где была убита бывшая жена Джавади, и Куинн становится главным подозреваемым. Кэрри просит детектива закрыть дело в связи с угрозой национальной безопасности, но тот отказывается и говорит, что хочет поговорить с человеком на фото. Чтобы защитить операцию Джавади, Куинн говорит, что это он совершил убийства. Кэрри сопровождает Джавади к самолету и спрашивает его о человеке, который перегнал машину Броуди со взрывчаткой. Джавади говорит, что Беннетт должен знать, кто это сделал. |            |                                                  |                     |                                   |                  |                     |
| 32 | 8          | «Красная тачка» «A Red Wheelbarrow»              | Сет Манн            | Алекс Ганса и Джеймс Йошимура     | 17 ноября 2013   | 1,78                |
| Сол рассказывает о своей операции на брифинге в Белом доме у начальника штаба разведки Майка Хиггинса. Дар Адал просит Сола воздержаться от поездок, но Сол говорит, что поедет, главное, чтобы о этом не узнала Кэрри. Мира рассказывает своему другу Алену, что хочет прекратить с ним отношения, чтобы сохранить брак. Ален пробирается в дом Беренсонов и ставит прослушивающее устройство. Кэрри впервые посещает врача и узнаёт, что она на тринадцатой недели беременности. Врач говорит ей, что нужно сократить объём работы и не подвергать себя стрессу, на что Кэрри отвечает, что её работа напрямую связана с отцом ребенка. Кэрри пытается найти человека, который устроил взрыв в Лэнгли. Дар Адал «предупреждает» Беннетта о том, что собирается открыть расследование и предлагает сотрудничать, но Беннетт отказывается. Франклин связывается с Кэрри и просит узнать о расследовании, она возвращается к нему с ложной информацией о взрывнике и его связи с ними. Через прослушку ЦРУ узнаёт о взрывнике и месте встречи - мотеле. Кэрри наблюдает издалека и видит Франклина с пистолетом. Она говорит, что Сол обещал ей взрывника живым и идёт за Франклином. Дар Адал приказывает ей остановиться, иначе она сорвёт операцию, но Кэрри непреклонна. Куинн из снайперской винтовки стреляет Кэрри в руку. Франклин входит в номер и сразу же убивает взрывника. Кэрри доставляют в больницу, где она в ярости требует Сола. Сол тем временем прибывает в Каракас, где предоставляет Эль Ниньо 10 миллионов, и его отводят к камере Броуди, ставшего наркоманом. |            |                                                  |                     |                                   |                  |                     |
| 33 | 9          | «Последняя вещь» «One Last Thing»                | Джеффри Рейнер      | Барбара Холл                      | 24 ноября 2013   | 1,94                |
| Сол и Дар Адал следят за ломкой Броуди. У Сола есть шесть дней, чтобы поставить его на ноги, прежде чем он уйдет с поста. Когда врач говорит, что выздоравливание Броуди займёт больше времени, Дар Адал предлагает использовать ибогаин, препарат, ускоряющий выведение наркотиков, но имеющий побочный эффект в виде галлюцинаций. Во время галлюцинаций Броуди разбивает стул и пытается с помощью обломка ввести себе дозу, прежде чем его успевают остановить. Когда Броуди приходит в себя, Сол говорит ему, что он может искупить свою вину, но Броуди говорит, что предпочел бы просто умереть. Сол идет к Кэрри и рассказывает ей свой план: Броуди должен будет попросить убежище в Иране, где должен будет убить лидера революционной партии, чтобы его место занял Джавади. Кэрри в попытке мотивировать Броуди везёт его к мотелю, где работает Дана. Вёрджил и Майк обследуют дом Сола на наличие прослушки, находят её, отслеживают Алена Бернара и фотографируют его на встрече с Локхартом. Сол использует эту информацию, чтобы увеличить время на своем посту. Локхарт соглашается. Кэрри говорит Броуди, что он должен выполнить миссию, чтобы доказать Дане, что он невиновен во взрыве. В течение 16 дней Броуди набирает форму и тренируется с морпехами. Броуди просит Кэрри отвезти его к Дане, чтобы поговорить. Дана говорит Броуди, что ему не следует больше появляться. Броуди возвращается на базу и отправляется в Иран. |            |                                                  |                     |                                   |                  |                     |
| 34 | 10         | «Спокойной ночи» «Good Night»                    | Кит Гордон          | Александр Кэри и Шарлотта Стоудт  | 1 декабря 2013   | 2,06                |
| Куинн говорит Кэрри, что видел её медкарту и знает, что она беременна. Он советует отказаться от операции. Кэрри отрицает, что отец ребенка - Броуди. Морпехи доставляют Броуди к иранко-иракской границе, где дожидаются ночи, чтобы её пересечь. К ним подходят три курдских полициейских и не верят в их легенду. Командир группы, Азизи, произносит кодовое слово «спокойной ночи», и морпехи убивают полицейских. Броуди, видя насилие, пугается и убегает, но Азизи догоняет его и успокаивает. За операцией в Белом доме следит Майк Хиггинс и Дар Адал. Хиггинс расстроен, что пришлось убить полицейских, и посылает в Лэнгли консультанта - командира Билла Пфистера. Азизи тем временем везёт Броуди к границе, остальные находятся в укрытии. Машина подрывается на мине: Броуди остаётся жив, Азизи теряет ногу, остальные бросаются к ним на помощь. Взрыв привлекает патруль. Сол считает, что миссия провалена и поручает Пфистеру вывести людей, а сам уходит. Броуди, несмотря на уговоры Кэрри, решает в одиночку продолжить миссию. Солдат Тирани соглашается перевести его через границу, их окружает иранская армия. Броуди говорит, что он подрывник ЦРУ и просит убежище. Их увозят и сажают в камеру. Кэрри говорит Фаре, что у них есть агент в Иране и что им нужна помощь: пусть её дядя предоставит им явочную квартиру. Джавади встречается с Броуди и предоставляет ему убежище. |            |                                                  |                     |                                   |                  |                     |
| 35 | 11         | «Большой человек в Тегеране» «Big Man in Tehran» | Дэниел Минахан      | Чип Йоханнссен и Патрик Харбинсон | 8 декабря 2013   | 2,09                |
| Сол посещает Алена Бернара в тюрьме, где вынуждает его обратиться к начальству в Моссад и убедить их доставить двух оперативников в Тегеран. Кэрри под видом туристки в Тегеране посещает дядю Фары, который разрешает использовать его дом в качестве явочной квартиры. Оперативники «Моссада» встречаются с Кэрри и дают ей цианид для Броуди, чтобы тот убил Данеша Акбари. Броуди допрошен Джавади. Джавади докладывает Акбари, что Броуди полезен для иранской пропаганды, и предлагает ему встретиться с Броуди. Джавади встречается с Кэрри, она передает ему цианид, а Джавади говорит, что вскоре Броуди встретится с Акбари. На следующий день Броуди везут на встречу к Акбари, но тот не подходит к нему, а лишь улыбается, кивает и уходит. Броуди отводят в соседний дом, где живет вдова Абу Назира. Проходит шесть дней, Броуди по иранскому телевидению обличает США. Сол, Дар Адар и Локхарт встречаются, чтобы обсудить ситуацию. Локхарт считает, что Броуди - предатель. Президент требует принять меры, и Локхарт решает убрать Броуди. Сол говорит Кэрри, что она должна вернуться в США. Кэрри звонит Броуди и сообщает, что он в опасности. Она просит его покинуть Тегеран вместе с ней. Кэрри замечает двоих оперативников «Моссада» и предупреждает Броуди. Он идёт в дом ко вдове Абу Назира и просит организовать встречу с Акбари, потому что у него есть информация о Джавади. Броуди приводят к Акбари, и он рассказывает всю правду о операции. Акбари благодарит его за верность и говорит, что позаботится о Джавади. Однако, после Броуди бьёт его по голове пепельницей и душит, а затем звонит Кэрри и просит забрать его. |            |                                                  |                     |                                   |                  |                     |
| 36 | 12         | «Звезда» «The Star»                              | Лесли Линка Глаттер | Алекс Ганса и Мередит Стим        | 15 декабря 2013  | 2,38                |
| После убийства Акбари Броуди спокойно выходит из здания, садится в машину и, угрожая пистолетом, заставляет водителя увезти его. Броуди встречается с Кэрри, они едут в безопасное место. Джавади подтверждает, что Акбари мёртв, но ему нужен Броуди, чтобы казнить его и добиться места Акбари. Сол отказывает ему и отравляет группу для доставки Кэрри и Броуди в США. Дар Адал рассказывает об этом Локхарту, тот - президенту, а президент разрешает выдать Броуди иранцам. Кэрри сообщает Броуди, что ждёт от него ребёнка, но не знает как сложится их жизнь после возвращения в США. Иранцы хватают Броуди и не трогают Кэрри. Броуди в тот же день приговаривают к публичной казни. Попытки Кэрри повлиять на ситуацию через Джавади и Сола не имеют успеха. Она присутствует на казни, несмотря на просьбу Броуди в их прощальном телефонном разговоре не приходить. Проходит четыре месяца. Кэрри решает не делать аборт, но говорит Куинну, что боится материнства. Локхарт предлагает Кэрри стать главой резидентуры ЦРУ в Стамбуле. Она предлагает сделать звезду памяти на мемориале для Броуди, но Локхарт ей отказывает. К Кэрри приходят отец и сестра, она говорит им, что хочет отдать ребёнка на усыновление, но её отец решает сам забрать его. Сол уволен и работает на частную компанию. Вечером после церемонии Кэрри подходит к стене мемориала и рисует маркером звезду. |            |                                                  |                     |                                   |                  |                     |

## Производство
22 октября 2012 года, «Родину» продлили на третий сезон из 12 эпизодов, премьера которого состоялась 29 сентября 2013 года.
Производство третьего сезона началось в конце мая 2013 года в Шарлотте, Северная Каролина. Сериал также был снят в Старом Сан-Хуане, Пуэрто-Рико, который изображал Каракас. Сериал также планировал вернуться в Израиль для дополнительных съёмок, но съёмки перенесли в Марокко, из-за продолжающихся конфликтов в Сирии.
Третий сезон повысил трёх актёров второстепенного состава — Руперта Френда, Ф. Мюррея Абрахама и Сариту Чоудхури — до основного актёрского состава. Трейси Леттс присоединился к основному составу в роли сенатора Эндрю Локхарта, председателя Сенатского комитета по разведке. Диего Клаттенхофф и Дэвид Марчиано, которые исполняют роли Майка Фабера и Вёрджила, стали актёрами второстепенного состава.
Барбара Холл присоединилась в качестве соисполнительного продюсера, в то время как Мередит Стим ушла. Джеймс Йошимура также присоединился как сценарист и консультирующий продюсер. Сценарист Генри Бромелл, который умер 18 марта 2013 года, указан как исполнительный продюсер всего сезона. Лесли Линка Глаттер, которая сняла эпизод второго сезона, «Вопросы и ответы», и бывший соисполнительный продюсер и сценарист сериала «24 часа», Патрик Харбинсон, присоединились в качестве соисполнительных продюсеров. Майкл Клик, который был указан как продюсер в первых двух сезонах, был повышен до соисполнительного продюсера. Клэр Дэйнс стала продюсером начиная с третьего сезона. Бывший сценарист сериала, Мередит Стим, воссоединилась с составом сценаристов ближе к концу третьего сезона, став одной из сценаристов финала сезона, прежде чем покинуть «Родину», чтобы писать сценарии к новому сериалу, «Мост». Стим продолжит писать сценарии в четвёртом и пятых сезонах.

## Реакция

### Рейтинги
В своём третьем сезоне «Родина» стала первым сериалом на Showtime, количество зрителей которого превышало миллион еженедельно. Финал сезона - серия «Звезда» - стал самым рейтинговым эпизодом сериала на сегодняшний день с 2,38 миллионами зрителей во время первого показа.

### Реакция критиков
Третий сезон получил в целом смешанные отзывы, причём многие критические замечания были направлены на вторую половину сезона. Первые два эпизода получили на сайте Metacritic рейтинг 77 из 100 на основе 23 отзывов, но отзывы стали более смешанными по мере развития сезона.
Тим Гудман из «The Hollywood Reporter» написал, что первые два эпизода восстановили его веру в сериал, а также что акцент на Кэрри и Сола «укрепил сериал», а «сценарий и игра актёров в первых двух эпизодах были исключительными». Роберт Рорк из «Newsday» написал, что «премьера третьего сезона „Родины“ доставляет сильный эпизод, который ремонтирует большую часть ущерба, причинённого предыдущему сезону этого прекрасного шоу» и «В сбалансированном действии с развитием персонажей, „Родина“ предлагает что-то для всех. Выступления, как обычно, превосходны.» Роберт Бианко из «USA Today» высоко оценил внимание к последствиям взрыва в ЦРУ и написал: «Результатом этого изменения фокуса является возвращение, которое тише, чем тон, который задала „Родина“, когда она нас оставила, но оно также интенсивное и — когда Дэйнс на экране — также эмоционально мучительное». Мэттью Вульфсон из «Slate» написал: «Показывая нам долгосрочное влияние атаки на жизнь этих персонажей, чьи глубоко укоренившиеся мотивы и страхи постепенно раскрывались нам в течение последних двух сезонов, это позволяет „Родине“ переступить за пределы своих тенденций к гиперболическому и даёт нам повод приостановить наше недоверие».
Однако, у некоторых критиков есть отрицательные рецензии для сезона. Морвен Крамлиш из «The Guardian» посчитал его утомительным: «Наполовину поглощённая часть сезона оставит персонажей барахтаться в их оцепенении в середине сезона. Хотя конца этому не видно, Кэрри и Броуди могут барахтаться без меня». Джерард О'Донован из «The Daily Telegraph» согласился с ним: «Смехотворные сюжетные искажения ранних эпизодов этого сезона... все были в таком беспорядке».

### Награды и номинации
Сезон был номинирован как лучший драматический сериал на церемонии премии Гильдии сценаристов США в 2014 году. На 20-й церемонии премии Гильдии киноактёров США, актёрский состав был номинирован как лучший актёрский состав в драматическом сериале, Клэр Дэйнс была номинирована как лучшая актриса в драматическом сериале, а сериал был номинирован как лучший каскадёрский ансамбль. На 66-й церемонии премии «Эмми», Клэр Дэйнс была номинирована как лучшая актриса в драматическом сериале, а Мэнди Патинкин был номинирован как лучший актёр второго плана в драматическом сериале.